# Sebastian Vasiliadis
Sebastian Vasiliadis (Auenwald, 4 ottobre 1997) è un calciatore tedesco di origini greche, centrocampista del Saarbrücken.

## Biografia
Vasiliadis è nato in Germania da padre greco e madre tedesca.

## Caratteristiche tecniche
È un centrocampista centrale. Giocatore abbastanza completo in mezzo al campo, bravo nel dribbling e passaggio corto, può ricoprire tutti i ruoli del centrocampo.

## Carriera

### Club
Cresciuto nelle giovanili del Backnang, nel 2013 si è trasferito all'Aalen. Ha militato nel club del Baden-Württemberg fino al 2018, anno in cui si è trasferito al Paderborn. Si unisce al suo nuovo club dal 1º luglio 2018, e con esso conquista la promozione in Bundesliga, contribuendo con 6 reti in 31 partite (di cui una doppietta nel successo per 1-5 contro l'Heidenheim). Ha esordito in Bundesliga il 17 agosto 2019 disputando con la maglia del Paderborn nella partita persa per 3-2 contro il Bayer Leverkusen. Il 2 febbraio 2020 ha realizzato la sua prima rete in Bundesliga nella sconfitta per 2-4 contro il Wolfsburg.

### Nazionale
L'11 novembre 2019 viene convocato per la prima volta dalla nazionale greca.

## Statistiche

### Presenze e reti nei club
Statistiche aggiornate al 30 ottobre 2021.
| Stagione         | Squadra           | Campionato       | Campionato | Campionato | Coppe nazionali | Coppe nazionali | Coppe nazionali | Coppe continentali | Coppe continentali | Coppe continentali | Altre coppe | Altre coppe | Altre coppe | Totale | Totale |
| Stagione         | Squadra           | Comp             | Pres       | Reti       | Comp            | Pres            | Reti            | Comp               | Pres               | Reti               | Comp        | Pres        | Reti        | Pres   | Reti   |
| ---------------- | ----------------- | ---------------- | ---------- | ---------- | --------------- | --------------- | --------------- | ------------------ | ------------------ | ------------------ | ----------- | ----------- | ----------- | ------ | ------ |
| mag.-giu. 2015   | Aalen II          | OL               | 3          | 0          | -               | -               | -               | -                  | -                  | -                  | -           | -           | -           | 3      | 0      |
| 2015-2016        | Aalen             | DL               | 8          | 0          | CG              | 0               | 0               | -                  | -                  | -                  | -           | -           | -           | 8      | 0      |
| 2016-2017        | Aalen             | DL               | 28         | 3          | CG              | 0               | 0               | -                  | -                  | -                  | -           | -           | -           | 28     | 3      |
| 2017-2018        | Aalen             | DL               | 24         | 5          | CG              | 0               | 0               | -                  | -                  | -                  | -           | -           | -           | 24     | 5      |
| Totale Aalen     | Totale Aalen      | Totale Aalen     | 60         | 8          |                 | 0               | 0               |                    | -                  | -                  |             | -           | -           | 60     | 8      |
| 2018-2019        | Paderborn         | ZL               | 28         | 6          | CG              | 3               | 0               | -                  | -                  | -                  | -           | -           | -           | 31     | 6      |
| 2019-2020        | Paderborn         | BL               | 32         | 1          | CG              | 1               | 0               | -                  | -                  | -                  | -           | -           | -           | 33     | 1      |
| 2020-2021        | Paderborn         | ZL               | 19         | 0          | CG              | 1               | 0               | -                  | -                  | -                  | -           | -           | -           | 20     | 0      |
| Totale Paderborn | Totale Paderborn  | Totale Paderborn | 79         | 7          |                 | 5               | 0               |                    | -                  | -                  |             | -           | -           | 84     | 7      |
| 2021-2022        | Arminia Bielefeld | BL               | 1          | 0          | CG              | 0               | 0               | -                  | -                  | -                  | -           | -           | -           | 1      | 0      |
| Totale carriera  | Totale carriera   | Totale carriera  | 143        | 15         |                 | 5               | 0               |                    | -                  | -                  |             | -           | -           | 148    | 15     |